# Kerkrade
Kerkrade (Kirchroa en limbourgeois, Kirchrath en allemand) est un village et une commune de la province néerlandaise du Limbourg et compte 45 233 habitants (2022, source : CBS). Elle est contiguë à la frontière germano-néerlandaise et limitrophe de la commune allemande Rode-le-Duc (en allemand Herzogenrath, en néerlandais ‌'s-Hertogenrade, en francique ripuaire local Herzeroa).

## Histoire
Le nom de Kerkrade est apparu au Moyen Âge. Le suffixe rade renvoie à l'essartage d'un terrain boisé, kerk à une église. Les premières traces de peuplement remontent à l'époque romaine, mais ce n'est que vers l'an 1000 que des populations s'installent durablement à l'ouest de la vallée de la Wurm sur le site de l'actuel Kerkrade. Une abbaye, appelée Kloosterrade (en français Abbaye de Rolduc), est fondée par des moines augustins en 1104. Un château est construit à proximité et baptisé Hertogenrode (en français Rode-le-Duc), sur le site de l'actuelle commune de Herzogenrath.
Kerkrade était une partie du Pays de Rolduc dépendant du Duché de Brabant, qui passa de la Maison de Bourgogne (1430, sous Philippe le Bon) à celle des Habsbourgs (1477, Maximilien, à la mort de Charles le Téméraire) (rattachée successivement à la couronne espagnole puis autrichienne). Kerkrade comme l'ensemble des Pays-Bas du Sud fut entre 1795 et 1815 sous domination française. Le traité d'Aix-la-Chapelle (1818), qui vint préciser certains points du Congrès de Vienne, établit le tracé de la frontière commune des Pays-Bas et de la Prusse coupant Hertogenrode en deux parties, la partie néerlandaise devenant Kerkrade et la partie allemande Herzogenrath.
La rue Neuve (Nieuwstraat/Neustraße), qui suit la frontière, a longtemps été séparée par un muret de 30 cm pour obliger les véhicules à passer par les postes frontières. Il fut enlevé définitivement en 1991 à la suite des accords de Schengen, et aujourd'hui la frontière est devenue invisible.
Kerkrade et Herzogenrath sont aujourd'hui réunifiés dans la ville européenne symbolique d'Eurode.

## Industrie minière
La présence de charbon dans la région était connue dès le XIIIe siècle, mais ce n'est qu'à partir du XVIIIe siècle que son exploitation commença réellement. D'abord gérée par les moines de l'abbaye de Rolduc, l'exploitation se modernisa à partir de 1860 et fut à l'origine de la croissance significative de Kerkrade. L'industrie minière fut le premier employeur de la région jusque dans les années 1960, années de fermeture des mines.
Depuis 1957, une statue baptisée d’r Joep, sur la place du marché, rappelle l'importance de cette industrie pour Kerkrade. Le nom d'r Joep renvoie à Saint-Joseph, saint patron des travailleurs.

## Culture
Kerkrade est aujourd'hui surtout célèbre pour son festival de musique des instruments à vent et cuivres, le  WMC (Wereld Muziek Concours), organisé tous les quatre ans et dont la première manifestation eut lieu en 1951.
Sur le plan sportif, le club de football Roda JC défend les couleurs de la ville.

## Personnalités liées à la commune
- Jade Suvrijn, pongiste, née à Kerkrade en 1995
- Ralf Krewinkel, homme politique, né à Kerkrade en 1974
- Heintje, chanteur, né à Kerkrade en 1955